# Chloephaga robusta
Chloephaga robusta es una especie extinta de ave anseriforme de la familia de los anátidos y del género Chloephaga, cuyos integrantes son denominados comúnmente cauquenes, caiquenes o avutardas.  Habitó durante el Plioceno medio-superior en llanuras del centro-este del Cono Sur de Sudamérica.

## Taxonomía
Descripción original
Esta especie fue descrita originalmente en el año 1998 por la paleontóloga Claudia Patricia Tambussi. El ejemplar ya había sido mencionado con anterioridad, pero no había sido nominado.
Holotipo
El ejemplar holotipo designado es el catalogado como: MLP 57-VII-23-47; se trata de un fragmento distal de ulna derecha. Se encuentra depositado en la colección del Departamento Científico de Paleontología de Vertebrados del museo de ciencias naturales de La Plata (MLP), ubicado en la ciudad homónima, capital de la provincia argentina de Buenos Aires.
Etimología
Etimológicamente, el término genérico Chloephaga se construye con palabras del idioma griego, en donde: khloe significa ‘césped’ o ‘pasto tierno’ y phagos es ‘glotón’, en referencia a los hábitos tróficos de los integrantes de este género de aves.
El epíteto específico robusta deriva de la palabra en latín robustus, aludiendo de este modo al gran tamaño y carácter robusto del hueso de este anátido.

## Localidad tipo y procedencia estratigráfica
El material que sirvió para describir a Chloephaga robusta fue exhumado de la localidad fosilífera de “Cascada Grande” (en las coordenadas: 38°37′S 60°37′O / -38.617, -60.617), en la base de la barranca del río Quequén Salado, en el límite entre los partidos de Coronel Dorrego y de Tres Arroyos, al sur de la provincia de Buenos Aires, centro-este de la Argentina.
Los sedimentos donde estaba alojado eran limos areno-arcillosos y presentaban un color castaño-rojizo. Fueron asignados al estrato conocido como "Formación Irene", correspondiente al Plioceno medio-tardío (aproximadamente entre 3,9 y 2,6 Ma) equivalente al chapadmalalense inferior.
El sitio se ubica a unos 3 km aguas abajo del cruce del río con la ruta Nacional 3. Allí el curso fluvial presenta rápidos y saltos, discurriendo encajonado entre barrancas de hasta 15 metros de alto.

## Características
Los caracteres de la ulna que constituye el holotipo (morfología de la epífisis, disposición de las papilas, sección de la diáfisis, etc.) permiten que sea asignada sin duda al género Chloephaga, diferenciándose de las restantes especies por:
- tamaño considerablemente más grande;
- cresta distal originándose más proximal, desarrollada oblicuamente hacia la cara anconal y abajo;
- cóndilo interno prominente y mesial;
- surco intercondilar bien marcado a todo lo largo de la cresta distal del cóndilo externo;
- tuberosidad carpal muy robusta, con la base ancha y el extremo dirigido en dirección distal;
- surco tendinoso profundo y en posición oblicua;
- orificio tendinoso amplio y muy deprimido.[1]